# Governors Club
 (mai 2025).
Governors Club est une census-designated place située dans le comté de Chatham, dans l’État de Caroline du Nord, aux États-Unis. Lors du recensement de 2020, elle comptait 1 969 habitants.